# متحف فالراف-ريتشارتز
متحف فالراف-ريتشارتز هو أحد ثلات متاحف رئيسية في مدينة كولونيا، ألمانيا.يضم المتحق مقتنيات فينية من العصور الوسطى حتى أوائل القرن العشرين.